# Lebjaschjewski rajon
Der Lebjaschjewski rajon (russisch Лебяжьевский район) ist einer von 24 Rajons der Oblast Kurgan in Russland.
Der Lebjaschjewski rajon liegt im Osten der Oblast. Im Jahr 2010 lebten auf einer Fläche von 3810 Quadratkilometer 16.557 Einwohner, was gegenüber 1989 (23.490 Einwohner, 2002: 21.178) einen Rückgang von etwa 30 % ausmacht.
Namensgebender Verwaltungssitz des im Jahr 1924 gegründeten Rajons ist die Siedlung städtischen Typs Lebjaschje, die mit Abstand größte Ortschaft, in der knapp 40 % der Einwohner des Rajons leben. Neben der Stadtgemeinde (gorodskoje posselenije) Lebjaschje umfasst der Rajon 18 Landgemeinden (selskoje posselenije). Die Gemeinden vereinen insgesamt 50 Ortschaften.
Durch den Rajon verlaufen die Südroute der Transsibirischen Eisenbahn Samara–Tscheljabinsk–Omsk sowie die föderale Fernstraße R254 Irtysch (ehemals M51) von Tscheljabinsk über Omsk nach Nowosibirsk.